# 33419 Wellman
33419 Wellman este o planetă minoră (asteroid), cu un diametru de 3,545 km, din centura de asteroizi. A fost descoperită pe 12 februarie 1999 la Experimental Test Site⁠(d) de Lincoln Near-Earth Asteroid Research. 
Obiectul prezintă o orbită caracterizată de o semiaxă mare de 2,4620583 UAi, o excentricitate de 0,06, o înclinație de 9,45306 ° în raport cu ecliptica.